# Szluha család

A verbói Szluha család köznemesi címere (1593)

A verbói és ikladi gróf Szluha család címere (1743)

A verbói nemes és ikladi gróf Szluha család egyike a XVI. század végén nemesített magyar családoknak.

## Története
A család korábbi eredete homályba vész. Mindenesetre a Szluha név a szláv sluha szolga szóból ered. Feltehetően a szláv-tót eredetű szolgarétegből, gazdasági cselédségből emelkedett ki a család. Első ismert tagjai három testvér, név szerint Szluha Márton, János és István, akik mindhárman nemesi címerlevelet kaptak 1593. január 19-én Rudolf magyar királytól. Még ugyanebben a században megszerezték Verbó birtokát, ahonnan előnevüket is vették. Márton ága 1684-ben kihalt, ám testvéreinek leszármazottai tovább vitték a család nevét. János dédunokája Ferenc, aki 1701-ben Szirmay István nádori ítélőmester expeditora volt. A Rákóczi-szabadságharc alatt Érsekújvár prefektusa volt, és ezzel egyidejűleg országos hadi főpénztárnok is. Később, 1715-től nádori ítélőmester, ezzel párhuzamosan, 1719-től pedig Komárom vármegye alispánja. Az 1722. évi országgyűlésen ő indítványozta a Habsburg-ház nőági örökösödésének törvénybe iktatását, amiért 1723-ban udvari tanácsossá nevezték ki. 1724-ben előbb osztrák, majd 1726-ban magyar bárói címet is kapott, amivel együtt újabb birtokadományban részesült többek között Ikladon és Szemerén. Ferencnek János nevű fia belépett a jezsuita rendbe, majd Dél-Amerikai hittérítő misszionárius lett. Ferenc másik fia, György, Sárvár földesura, a katonai pályára lépett, majd a prágai csatamezőn tanusított vitézsége elismeréséül 1743-ban Mária Terézia grófi rangra emelte. E főnemesi ág 1890-ben gróf Szluha Aladár halálával a sírba szállt. A nemességet szerző testvérek közül István ága a mai napig él. Az ún. verbói ág, azaz István leszármazottai később Vas és Fejér vármegyékben is szereztek birtokokat. Megemlítendő a család vasi tagjai közül János, aki 1787-ben a kőszegi kerületi táblánál a szegények ügyvédje, és Márton, aki Vas vármegye főszolgabírája volt 1835 és 1838 között. A fejéri ágból Szluha György pálos szerzetes és Tolna vármegye táblabírája, Antal pedig Fejér vármegye főszolgabírája és országgyűlési követe, majd pedig császári és királyi tanácsos volt. A család Csömötén, Kőszegen, Cecén és Görbőn is birtokos volt.

## Jelentősebb családtagok
- Szluha Ferenc (1669–1729) nádori ítélőmester, Komárom vármegye alispánja, udvari tanácsos
- Szluha Márton (1935–2016) genealógus, heraldikus
- Szluha György (1746–1820) pálos rendi szerzetes, madocsai apát, Tolna vármegye táblabírája
- Szluha Vilmos (1931–2008) Karády-díjas gimnáziumi tanár, művészettörténész
- Szuhay Balázs (sz. Szluha Balázs;1935–2001) magyar színész, humorista, parodista, kabarészerző.

## Címere
Nagy Iván szerint:
„Az 1743-ban kapott grófi czímer követkevö, a paizs négy felé oszlik kereszt vágással, de alsó részébe alulról ék gyanánt gúla alakú ezüst udvar ékeli be magát, melyben öt pacsirta repdes; — az 1. és 4. vörös udvarban zöld téren természetes szinü medve áll, els lábaival három ágacskán viruló fehér liliomot tartva; a 2. és 3-ik udvarban zöld téren ezüst egyszarvú áll. első lábaival kivont pallóst tartva. A paizs udvarai között a középvért áll, arany koronával, melynek fekete udvarában fehér sziklán vár torony, (vagy pharusféle tengeri világító torony) emelkedik, tornya tetejéről egy póznán lámpa nyúlik jobb felé. A paizst grófi korona fedi, a fölött négy koronás sisak áll, a jobb oldaliból arany grif emelkedik ki, ezüst kettős keresztet tartva, a másodikból a leírthoz hasonló medve, a harmadikból a paizsbélivel egyező világító torony, a negyedikből szintén az előbbihez hasonló egyszarvú. Foszladék jobb szélről aranyvörös, a 2. sisaké ezüstvörös, a 3-ké aranyfekete, a 4-ké ezüstkék. A paizst két oldalról telamonok képen két elefánt tartja. Alól rózsa szinü szalagon e jelszó olvasható: Constantia, Fide et Sinceritate.”